# 宮城とおこ
宮城 とおこ（みやぎ とおこ、9月24日 - ）は、日本の漫画家。血液型はB型。

## 経歴
1995年 - 「満月」（ラポート社、ファンロード増刊『COMIC FR』掲載）でデビュー。

## 作品一覧

### 漫画作品
- Over the Moon
- Over the Moon 増補版
- G線上の猫
- 白桜の園〜ホワイトガーデン
- 白夜草子
- ラズベリーフィールドの魔女
- 遠い日の蝶
- 源氏物語 千年の謎（原作：髙山由紀子）
- 精霊プロデュース
- 月の沈むまで
- 花も嵐も
- 爪と棘
- はる、鳩恋荘
- 忘れる男
- はる、鳩恋荘 バースデイ
- キモチヤキモチ

### 挿画作品
- 響野夏菜
  - 月虹のラーナ
  - この雪に願えるならば
- 野梨原花南
  - ちょーシリーズ
    - ちょー企画本
    - ちょー企画本2

  - 魔王シリーズ
- パラダイスルネッサンス（谷瑞恵）
- 飛空王城 封印された伝説（峰桐皇）
- ミューズに抱かれて（中井由希恵）
- 契約 ブランドロマンス（秋津京子）
- Baby Love（篠稲穂）
- 独占禁止!?（鹿住槇）
- 喜多みどり
  - 天空の剣
  - 西風の皇子シリーズ
  - 光炎のウィザードシリーズ
- 妓楼の戀水（橘紅緒）
- 絶体×絶命（岩本薫）
- プロポーズは有効ですか？（柊モチヨ）
- 竜王は花嫁の虜（成瀬かの）
- 朧小路の恋の花（かわい有美子）
- 愛されすぎた嫌われ姫シリーズ（小野上明夜）
- 家族になろうよ（月村奎）
- 魔王就任シリーズ（市太郎）
- 神様の薬草園シリーズ（松浦）

### 画集
- 宮城とおこ画集 world end（ラポート、1997年12月30日初版発行）ISBN 4-89799-290-7
- Tarot World（ラポート、1999年7月10日初版発行）ISBN 4-89799-325-3
- ポストカードBOOK 満天星（ラポート、2000年4月25日初版発行、ポストカード32枚セット）ISBN 4-89799-398-9
- 宮城とおこ画集 Fantastic! [ファンタスティック!] （角川書店、2006年7月3日初版発行）ISBN 4-04-853918-3

### その他
- E.L.O